# Haljava
Haljava är en by i Estland. Den ligger i Jõelähtme kommun i landskapet Harjumaa, 25 km öster om huvudstaden Tallinn. Antalet invånare var 153 år 2011.
Haljava ligger 43 meter över havet och terrängen runt byn är mycket platt. Runt Haljava är det mycket glesbefolkat, med 5 invånare per kvadratkilometer. Närmaste större samhälle är Maardu, 12 km nordväst om Haljava. Omgivningarna runt Haljava är en mosaik av jordbruksmark och naturlig växtlighet.